# Adenoncos papuana
Adenoncos papuana är en orkidéart som först beskrevs av Rudolf Schlechter, och fick sitt nu gällande namn av Rudolf Schlechter. Adenoncos papuana ingår i släktet Adenoncos och familjen orkidéer. Inga underarter finns listade i Catalogue of Life.